# José Perotti
José Luis Perotti Ronzoni (Santiago de Chile, 8 de junio  de 1898-ib. 22 de junio de 1956) fue un pintor y escultor chileno. Perteneció al Grupo Montparnasse y en 1953 obtuvo el Premio Nacional de Arte de Chile.

## Primeros años
Nació en Santiago el 8 de junio de 1898.

### Estudios en Bellas Artes
Su iniciación fue en 1917 en la Escuela de Bellas Artes en Santiago de Chile. Asistió a los cursos de escultura del maestro Virginio Arias.  Ya en 1919 obtiene el Premio de Escultura del Salón Oficial , por medio de su obra El Paria  lo que le abre el camino a Estudios más elevados.

### Estudios en Europa
Muy importantes en su formación como artista, fueron sus becas del Gobierno de Chile a Europa donde tuvo importantes maestros como el español Joaquín Sorolla en 1920 en la Academia de Bellas Artes de San Fernando, en Madrid.  Fue alumno de Miguel Blay en escultura, de Joaquín Sorolla en pintura y de Julio Romero de Torres en dibujo de ropaje.
En 1921 se traslada a París  donde ingresa a estudiar con el Maestro Bourdelle en la Academia de la Grande Chaumiere y la Academia Colarossi, en esa ciudad.

### Regresa a Chile
En 1923, ya de regreso en Chile, fue uno de los fundadores del Grupo Montparnasse, junto a Luis Vargas Rosas, Henriette Petit, Camilo Mori  y Julio Ortiz de Zárate. 
En 1927,  es nombrado Director del Taller de Escultura de la Escuela de Bellas Artes de Chile reemplazando al maestro Simón González. Dos años después suma al anterior cargo el de Director de la Escuela de Artes Aplicadas.

## Obras
Perotti incursionó en diversas disciplinas artísticas como la escultura, cerámica, grabado, pintura y el esmalte sobre metal.

### Esculturas

#### Obras en colección del Museo Nacional de Bellas Artes
- Panchita, 1941, bronce, 26 cm. alto
- El Bote, 1952, terracota, 30 cm. alto
- Retrato de Mr. Davis, 1920, bronce, 33 cm. alto
- Desnudo, 1922, dibujo a tinta, 54 x 39 cm
- El Lustrabotas, dibujo a lápiz, 54 x 39 cm.
- Puente, 1922, acuarela, carboncillo

#### Obras en Lugares Públicos
- Museo de Arte y Artesanía de Linares, Chile
- Museo de Arte Contemporáneo de Santiago. 
  - Bosques, óleo sobre madera, 40,5 x 48 cm. S/T, carboncillo, 54 x 79 cm.
- Pinacoteca de la Universidad de Concepción, Chile 
  - Los Caballos, óleo sobre tela, 61 x 69 cm.
- Puerto Montt, Chile. 
  - Monumento a Manuel Montt.
- Lisboa, Portugal. 
  - Monumento a Hernando de Magallanes.
- Cementerio General, Santiago de Chile. 
  - Tumba familia Covarrubias
  - Tumba familia Perotti
  - Tumba familia Otaíza
  - Tumba familia Basaure
- Cementerio municipal de Arica Chile.
- Cementerio municipal de Melipilla, Chile
- Escuela Militar del Libertador Bernardo O'Higgins
- Obispado de Iquique, CHILE.
- Plaza de Teno, CHILE.
- Plaza de San Carlos , Chile
- Internado Nacional Barros Arana
- Central Park, Nueva York Estados Unidos
- Centro de Extensión de la Universidad del Bío-Bío

## Últimos años y muerte
Muere en Santiago de Chile el 22 de junio de 1956 a los 63 años.